# Cantieri del Mediterraneo
I Cantieri del Mediterraneo sono degli stabilimenti di costruzioni navali di Napoli situati nella zona centrale del porto. 
II cantiere navale che dista circa 6 km dall'Aeroporto di Napoli-Capodichino si estende su di un'area di 160000 m² che comprende officine, edifici per servizi, uffici, bacini di carenaggio e moli per le attività di riparazioni e possiede tutte le infrastrutture ed attrezzature necessarie per la costruzione, riparazione e manutenzione di ogni tipo di imbarcazione.

## Storia
Il cantiere nasce nel 1911 con la denominazione di Bacini e Scali Napoletani S.A., per la costruzione e riparazione navale nel Porto di Napoli con la gestione di due scali di costruzione e due bacini di carenaggio di proprietà demaniale ed in concessione al Comune di Napoli.
Dopo i primi anni di servizio nel periodo 1918-23 nel cantiere in aggiunta alle riparazioni comincia vengono avviate le prime costruzioni di nuove navi.
Nel 1928 l'attività del cantiere venne rivolta alla trasformazione di navi da carico in navi da passeggeri. Tra il 1929 e il 1931  ad assumere la gestione del cantiere fu l'Ansaldo, tramite la società Officine & Cantieri Partenopei in cui erano confluite gli stabilimenti della società Bacini & Scali Napoletani e i cantieri Pattison.
Negli anni trenta caratterizzati da una notevole espansione con la forza lavoro che arriva a circa 2000 persone il cantiere riceve diverse commesse dalla Regia Marina e vengono costruite alcune torpediniere Spica e Orsa.
Nel 1939 venne fondata dall'IRI la società Navalmeccanica con sede a Napoli che incorporava le società Officine & Cantieri Partnenopei, il Cantiere di Vigliena, Officine Meccaniche e Fonderie (ex Hawthorn e Guppy), il cantiere navale di Castellammare di Stabia e Bacini e Scali Napoletani.
Nel 1940 con l'entrata in guerra dell'Italia nel corso della seconda guerra mondiale nel cantiere vennero eseguite numerose riparazioni e nel corso del conflitto i cantieri subirono notevoli danni dai bombardamenti alleati. Nel 1943 dopo l'armistizio e le vicende che ne seguirono con l'occupazione tedesca e le quattro giornate di Napoli, le attrezzature, già pesantemente danneggiate durante il conflitto, erano quasi completamente distrutte e nel dopoguerra venne iniziata l'opera di ricostruzione del cantiere.
Nel 1955 Bacini & Scali Napoletani entra a far parte di Società Esercizio Bacini Napoletani che era stata fondata nel 1954, uscendo così da Navalmeccanica che, a sua volta nel 1966 sarebbe confluita in Italcantieri.
Nel 1964 la Fincantieri, società finanziaria delle partecipazioni statali, approvò un piano di considerevoli investimenti per un rilancio di Società Esercizio Bacini Napoletani.
Nel 1981 Società Esercizio Bacini Napoletani venne fusa con la società Stabilimenti di Taranto. In seguito alla fusione dei due cantieri la società nel 1982 assunse la denominazione Società Esercizio Bacini Meridionali.
Nel 1984 a seguito della totale ristrutturazione dell'industria cantieristica italiana Fincantieri da holding finanziaria assunse direttamente in proprio l'attività operativa delle società controllate.
Nel 1993 il cantiere viene rilevato da un gruppo privato e le attività di riparazioni navali e di gestione dei bacini di carenaggio furono rilevate dalla società Cantieri del Mediterraneo.
A partire dal 1998 il cantiere è stato ampiamente ristrutturato e dal 2002 un nuovo piano di investimenti è stato approvato per migliorarne i servizi.

## Servizi
Il cantiere offre i seguenti servizi:
- Carpenteria metallica di ogni tipo
- Apparati motori principali di qualsiasi potenza
- Organi di governo
- Macchinari ausiliari e caldaie
- Tubazioni e condotte
- Apparecchiature elettriche e varie
- Allestimento in generale
- Carenamento, sabbiature e pitturazione
- Arredamento, isolamento, pavimentazioni e condizionamento